# Limnetron debile
Limnetron debile – gatunek ważki z rodziny żagnicowatych (Aeshnidae).